# 登澤爾·鄧弗里斯
登泽尔·于斯特斯·莫里斯·鄧弗里斯（荷蘭語：Denzel Justus Morris Dumfries，1996年4月18日—），荷蘭足球運動員，司職右後衛，現效力義甲球會國際米蘭。他於2014年加入阿魯巴代表隊，2018年加入荷蘭國家隊。

## 俱樂部生涯
鄧弗里斯出生於1996年4月18日，職業生涯初期起步於施密特瑟克青訓營。到了2013年，鄧弗里斯加盟巴倫雷特。一個賽季之後，鄧弗里斯被荷甲球隊鹿特丹斯巴達簽下。2016-17賽季，剛滿20歲的鄧弗里斯就成為了主力球員。
2017年夏天，荷甲另一支球隊海倫芬以75萬歐元的價格簽下鄧弗里斯。在一個賽季，鄧弗里斯一共在荷甲出場33次，打進3球並有8次助攻。
在多年之後，鄧弗里斯終於引起了荷甲豪門球隊PSV燕豪芬的注意。2018年夏天，球隊花費550萬歐元收購了他。在球隊效力三個賽季，鄧弗里斯代表球隊出戰92次，打入12球並有15次助攻。在24歲日的鄧弗里斯已經成為了球隊的隊長。在球隊的三個賽季，鄧弗里斯的身價已經上漲到了1800萬歐元。
2021年8月14日，鄧弗里斯加盟意甲冠军国际米兰。

## 國家隊生涯
在2014年，鄧弗里斯曾代表加勒比海島國阿魯巴（荷蘭海外屬地）出戰過兩場國際友誼賽，並在對關島的比賽中攻入一記世界波。
在代表阿魯巴踢了兩場友誼賽之後，在2016年，鄧弗里斯入選了荷蘭U20國家隊。不久之後，鄧弗里斯入選了荷蘭U21國家隊。憑借著自己穩定的表現，鄧弗里斯在2018年入選了荷蘭國家足球隊。
在2020年歐洲盃對陣烏克蘭的比賽中，鄧弗里斯打入了自己代表荷蘭隊的首粒進球。
第二輪對陣奧地利，鄧弗里斯打入一球的同時還創造了一次點球機會。兩場比賽，兩次當選MVP，參與了荷蘭的全部進球。
2022年11月，鄧弗里斯獲选入2022年世界盃荷蘭的最終26人名單。
2024年5月，鄧弗里斯獲选入歐洲國家盃荷蘭的大名單。

## 榮譽
鹿特丹斯巴達
- 荷甲：2015–16

国际米兰
- 意甲：2023–24[10]
- 意大利盃：2021–22, 2022–23[11]
- 意大利超級盃：2021, 2022,[12]2023[13]
- 欧洲冠军联赛亞軍：2022–23[14]

個人
- 荷甲 Talent of the Month: August 2017[15]
- 荷甲 Team of the Year: 2018–19[16]

## 外部連結
- worldfootball.net：登澤爾·鄧弗里斯之統計數據 （英文）
- 丹泽尔·邓弗里斯 （页面存档备份，存于）于Voetbal中的国家队档案 （荷兰文）
- 丹泽尔·邓弗里斯 （页面存档备份，存于）于Ons Oranje官网中的国家队档案